# Candice Glover
Candice Rickelle Glover (Beaufort, 1989. november 22. –) amerikai R&B-, pop- és soulénekesnő, színésznő.

## Pályafutása
2013-ban megnyerte az American Idol 12. évadát. Ő volt az egyetlen győztes, aki csak harmadik alkalommal jutott el az élő show-ba. Az utolsó műsorban énekelte későbbi debütáló kislemezét, az „I Am Beautiful”-t, amely később felkerült az amerikai slágerlistákra. Debütáló albuma, a „Music Speaks” eredetileg 2013. nyarán jelent volna meg, azonban csak majdnem kilenc hónappal később dobták piacra. 2014. márciusában elérte a 14. helyet az amerikai albumlistákon. 2014-ben „Josephine”, a templomi kórus gospelénekesének szerepét játszotta a Disney Parks Christmas Day Parade című televíziós filmben, 2017-ben pedig szerepet kapott az „Underground” című televíziós sorozatban.
Glover lelki tanácsadó szerett volna az Idolban lenni, hogy segítsen a lányoknak átvészelni azt, amin ő tinédzserként keresztülment. Nicki Minaj könnyekben tört ki Glover „Next to Me” című dalának előadása után, mondván, hogy Glover sokkal magabiztosabb lett a műsorban töltött ideje alatt. Glover azt mondta, hogy soha nem viselt volna valami maskarát az Idolban, de végül felvett egy színpadi koszrtümöt a „Somewhere” − Billie Holiday „You've Changed” című dalának előadása − és a finálé alatt. Ezt követően a lányok azt mondták, hogy ő volt az inspirációjuk, mert magabiztosabbá teszi őket.

## Albumok
- 2014: Music Speaks

## Kislemezek
- 2013: I Am Beautiful
- 2013: Cried

## Videók
- 2013: Cried

| Év        | Cím                               | Szerep              | Megjegyzéd                                |
| --------- | --------------------------------- | ------------------- | ----------------------------------------- |
| 2012–2014 | American Idol                     | Önmaga / Contestant | 14 episodes                               |
| 2013      | Disney Parks Christmas Day Parade | Önmaga / Előadó     | TV special                                |
| 2013      | A Capitol Fourth                  | Television film     | Önmaga / Performer                        |
| 2013      | Live with Regis and Kathie Lee    | Önmaga / Vendég     | 2 episodes                                |
| 2014      | The View (talk show)              | Önmaga / Vendég     | 2 episodes                                |
| 2014      | Northpole                         | Josephine           | Television film                           |
| 2017      | Underground (tévésorozat)         | Gullah Woman #1     | Epizódok: „Contraband” és „Things Unsaid” |
| 2019      | GRITS: Girls Raised in the South  | Tiana               |                                           |

Glover a Broadway-on énekelt a Home For the Holidays, Live on Broadway című darabban, 2017. november 17. és december 30. között az August Wilson Színházban.